# Friedrich von Stosch
Friedrich von Stosch (* 1689 in Berlin; † 9. Februar 1752 in Insterburg) war ein preußischer Generalmajor, Chef des gleichnamigen Dragonerregiments sowie Amtshauptmann zu Rein in Ostpreußen und Ritter des Ordens Pour le Mérite.

## Leben

### Herkunft
Seine Eltern waren der königlich preußische Geheimrat Wilhelm Heinrich von Stosch († 20. Mai 1714). und dessen Ehefrau Dorothea Luise Schröder.

### Militärkarriere
Stosch stand zunächst in savoyensche Diensten und wechselte 1718 in preußische. Er kam zum Dragonerregiment „von Roëll“ und avancierte bis Juli 1741 zum Oberst. Im Mai 1744 wurde Stosch mit Patent vom 29. Oktober 1743 zum Generalmajor befördert und zum Chef des Dragonerregiments Nr. 8 ernannt, dass in jenem Jahr aus fünf Schwadronen des Dragonerregiment „von Roëll“ formierte.
1750 ernannte ihn König Friedrich II. zum Amtshauptmann von Rein in Ostpreußen, dazu erhielt er vom König zwei Reitpferde. 1751 wurde er mit einem Gnadengehalt von 1000 Talern pensioniert.
Er kämpfte in Italien und am Rhein sowie in den Schlachten von Chotusitz und Kesselsdorf. Von dort ging er am 27. Juni 1745 in das Lager bei Mettin.
Er starb 1752 in Insterburg.